# Trevor Rees-Jones
Pour les articles homonymes, voir Rees et Jones.
Trevor Rees-Jones, né Trevor Rees le 3 mars 1968 à Rinteln (Allemagne), est un garde du corps qui a notamment travaillé pour Dodi Al-Fayed.

## Biographie

### Enfance et formation
Trevor Rees-Jones nait le 3 mars 1968 d'une mère infirmière et d'un père chirurgien. Il est le troisième et plus jeune fils de la famille. En 1985, à l'âge de 17 ans, il découvre son père mort d'une crise cardiaque au volant de la voiture familiale. L'année suivante, il s'engage pendant six ans dans les parachutistes, avant d'être embauché en 1995 comme garde du corps par Mohamed Al-Fayed. 

### Garde du corps de la famille Al-Fayed
Il fut grièvement blessé le 31 août 1997 dans l'accident de voiture dans lequel furent tués Dodi Al-Fayed, la princesse Diana Spencer, et le chauffeur Henri Paul. D'après les premières expertises, Rees-Jones aurait été le seul des quatre occupants à avoir attaché sa ceinture de sécurité avant l'accident. Une deuxième expertise a prouvé que lui non plus n’avait pas mis sa ceinture . Il déclare n'avoir aucun souvenir de l'accident.
Son visage a été reconstruit à partir de photographies par le chirurgien maxillofacial Luc Chikhani, en utilisant environ 150 pièces de titane pour tenir les os et recréer sa forme d'origine. En l'espace d'un an, son visage était presque redevenu normal. Aucun des frais de chirurgie ne furent payés par Rees-Jones. Le coût des soins fut pris en charge par Mohamed Al-Fayed, l'employeur de Rees-Jones au moment de l'accident, et le reste fut payé par le National Health Service (NHS)[réf. nécessaire].

### Après l'accident
En 1998, quelques mois seulement après l'accident, il reprend son poste de garde du corps auprès de la famille Al-Fayed, avant de démissionner, pour « passer à autre chose ». Il trouve alors un emploi dans un magasin de sports de Oswestry en mai 1998,.
En 2000, Rees-Jones a servi parmi les observateurs de l'ONU au Timor oriental quand ce pays a été libéré de l’occupation indonésienne. Il travaille ensuite pour le groupe pétrolier Halliburton,.
En 2007, son rôle est tenu par Shaun Dooley dans le film de la BBC Diana: Last Days of a Princess (en).
En 2019, il devient chef de la sécurité de AstraZeneca.

## Publication
Rees-Jones a écrit un livre racontant ses souvenirs :
- The Bodyguard's Story : Diana, the Crash, and the Sole Survivor, Grand Central Publishing, mars 2000 (ISBN 0-446-61004-6, lire en ligne)